# Hipoteca recarga
La hipoteca recarga o hipoteca recargable, en derecho español, puede conceptuarse como aquella hipoteca ordinaria, o hipoteca de tráfico, que, constituida a partir del 8 de diciembre de 2007, fecha de entrada en vigor de la norma de su creación para España, que lo fue el párrafo núm. 3 de la Disposición Transitoria Única de la Ley 41/2007, de 7 de diciembre, conservará intacto su rango registral frente a los acreedores posteriores, aunque el acreedor hipotecario haga al deudor nuevas entregas de capital, siempre iguales o inferiores al importe ya amortizado si, con motivo de dichas entregas, no se supera la cifra comprendida en el montante de la responsabilidad hipotecaria inicialmente formalizada e inscrita en el registro de la propiedad, ni tampoco se supera el plazo de duración preexistente. 
Valero Fernández-Reyes define la hipoteca recargable como «aquella que permite compensar las cantidades amortizadas del principal con los nuevos importes concedidos, siempre que la suma de éstos con el capital pendiente de amortización del préstamo primitivo no supere la cifra de capital inicialmente concedido, aunque existan acreedores intermedios; y que va dirigida, fundamentalmente, a refinanciar préstamos destinados al consumo familiar». 
De este modo, mediante la hipoteca recarga (o recargable) sin pérdida de rango, el acreedor hipotecario puede volver a entregar al deudor, de nuevo, una o repetidas veces, el capital del préstamo que ya se encuentre amortizado, a condición de no rebasar (en el sumatorio del capital pendiente, más el importe ampliado) el montante inscrito en la cifra de responsabilidad hipotecaria inicial, ni rebasar tampoco su devolución en plazo que exceda el plazo máximo inscrito que venía publicando ab initio el registro de la propiedad. La ampliación se hará constar mediante nota marginal en el Registro de la propiedad. 
Es requisito exigible también que el Registro de la propiedad no publique petición de información relativa al montante del capital pendiente con motivo de la ejecución de otras cargas posteriores. (Cfr. art. 4 de la Ley 2/1994, de 30 de marzo, en su nuevo texto modificado por el párrafo 3 de la Disposición Transitoria Única de la Ley 41/2007, de 7 de diciembre).